# Преображенский сельсовет (Шарлыкский район)
Преображенский сельсовет — сельское поселение в Шарлыкском районе Оренбургской области Российской Федерации.
Административный центр — село Преображенка.

## История
9 марта 2005 года в соответствии с законом Оренбургской области № 1919/356-III-ОЗ образовано сельское поселение Преображенский сельсовет, установлены границы муниципального образования.

## Население
| 2010 | 2012 | 2013 | 2014 | 2015 | 2016 | 2017 |
| ---- | ---- | ---- | ---- | ---- | ---- | ---- |
| 430  | ↘419 | ↘396 | ↘394 | ↘389 | ↘377 | ↘361 |
| 2018 | 2019 | 2020 | 2021 |      |      |      |
| ↘353 | ↘350 | ↘341 | ↘321 |      |      |      |

## Состав сельского поселения
| № | Населённый пункт | Тип населённого пункта       | Население |
| - | ---------------- | ---------------------------- | --------- |
| 1 | Бобровка         | посёлок                      | 112       |
| 2 | Вишнёвка         | посёлок                      | 39        |
| 3 | Новогеоргиевка   | посёлок                      | 36        |
| 4 | Преображенка     | село, административный центр | 243       |